# Apkallu

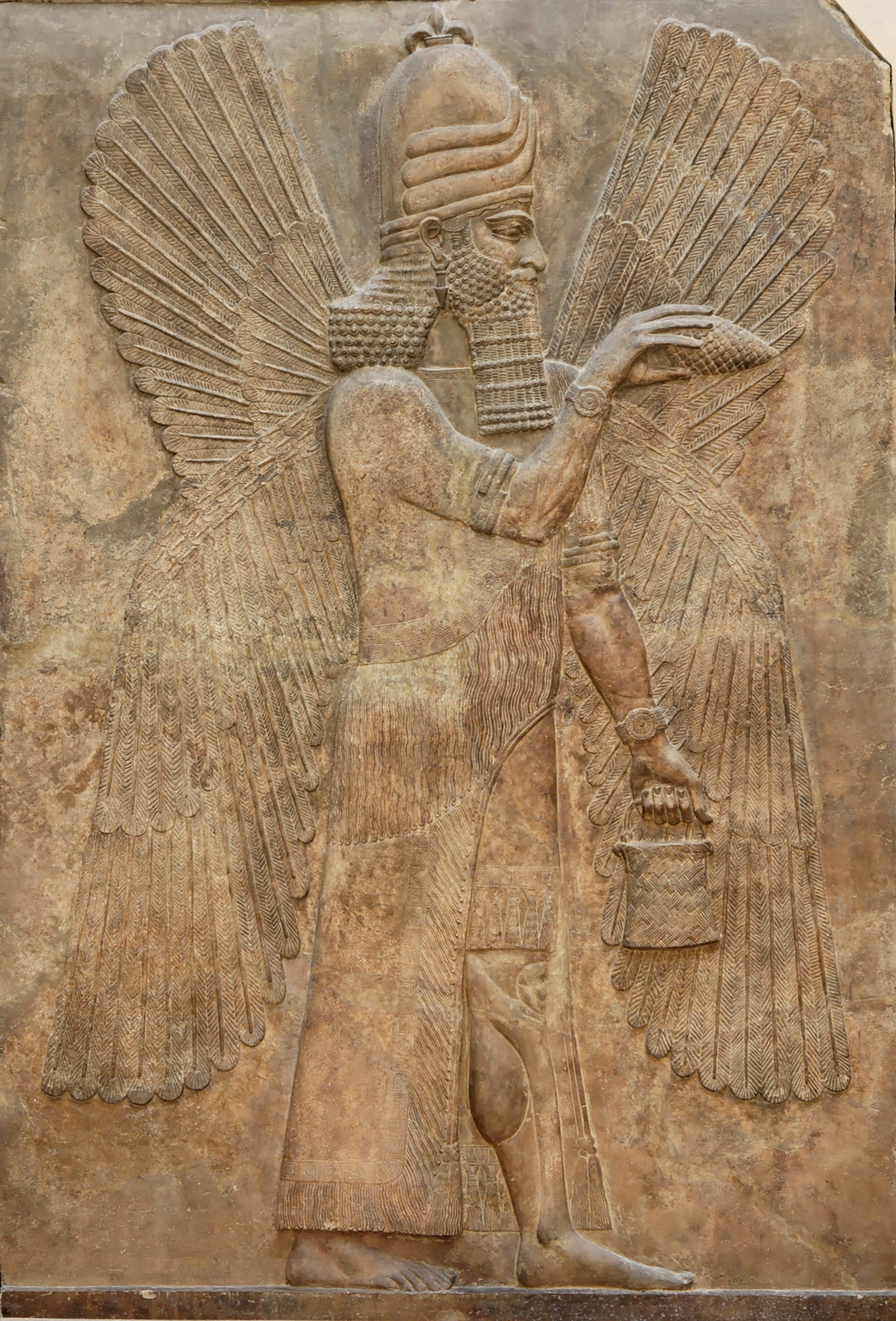
Szárnyas áldó szellem, apkallu vödörrel és tobozzal

Az apkalluk (sumer abgal) a mezopotámiai mitológia „hét bölcse”, természetfölötti lények, áldó és védő szellemek voltak. Szobrocskáikat a padló alá temették, hogy megvédjék a házak és paloták lakóit a gonosztól. A szó a sumer abgal („nagy öreg”) kifejezésből ered. A nevek sumer eredetűek, majd akkád közvetítéssel még a görögök is idézték őket, így például Abüdénosz.

## A hét bölcs
- Adapa (Eridu mitikus királya) vagy U’an (változóan a különböző listákban)
- Uandugga
- Enmeduga
- Enmegalanna – a sumer királylista szerint Bad Tibira vízözön előtti királya
- Enmebuluga
- Anenlilda
- Utuabzu

## Ábrázolásuk
Ábrázolásuk általában szárnyas emberi alak – lehetett négy szárnyuk is – , fejükön esetleg az isteni szférát jelző szarvkoronával, de emberi alak helyett lehetett sasfejük, vagy haltestük (sellő) és kezükben különféle tárgyakat, vödröket, növényeket, tobozokat, állatokat tarthattak.